# Martin Litchfield West
Pour les articles homonymes, voir West.
Martin Litchfield West, né le 23 septembre 1937 à Hampton et mort le 13 juillet 2015, est un helléniste britannique, spécialiste reconnu internationalement en lettres classiques, Antiquité et philologie.

## Biographie
Fils de Catherine Stainthorpe et de l’ingénieur civil, Maurice West, il est docteur en philosophie D.Phil et en littérature (D.Litt) de l'université d'Oxford. Ayant intégré Balliol College après avoir obtenu son diplôme à l’école Saint-Paul de Londres, il est devenu chercheur junior au St John's College de 1960 à 1963, où il a produit son premier ouvrage, une édition de la Théogonie d’Hésiode. À partir du milieu des années 60, il s'intéresse particulièrement à la relation de la littérature grecque avec l’Orient et, pendant plusieurs décennies, culminant dans son chef-d'œuvre The East Face of Helicon (1997), il défend son point de vue selon lequel il s’agit d’une variation de la littérature du Proche-Orient. De 1963 à 1974, il occupe le poste de tuteur au University College. En 1973, il devient, à l'âge de 35 ans, le deuxième plus jeune membre élu de la British Academy. Il a occupé une chaire à la Royal Holloway de 1974 à 1991, date à laquelle il est devenu fellow de l’All Souls College,.
En 2002, après avoir reçu la médaille Kenyon (en) pour ses études classiques de la part de la British Academy, il a été qualifié de « plus brillant et productif spécialiste de la Grèce de sa génération ». C'est un membre émérite de l'université d'Oxford.
Il a écrit sur la musique ancienne grecque, la tragédie grecque, la poésie grecque. Il s'est penché sur les relations entre la Grèce et le Proche-Orient ancien, les liens entre le chamanisme et les tout premiers pas de l'ancienne religion grecque, comprenant la tradition de l'orphisme. Ses travaux s'appuient sur des textes en akkadien, phénicien, hébreu, hittite et ugaritique, tout comme en grec et en latin.
En 2001, West a réalisé une édition de l’Iliade d'Homère pour Teubner, accompagnée d'une étude critique de ses traditions et de philologie générale, appelée Études sur le texte et la transmission de l'Iliade (Studies in the Text and Transmission of the Iliad), une suite de La Réalisation de l'Iliade (The Making of the Iliad), apparue dix ans plus tard pour l'université d'Oxford.
En complément de la Near-Eastern connection, en 2007, il a produit des écrits sur la reconstitution de la culture et de la poésie indo-européennes et son influence sur la Grèce, dans le livre Poésie et mythe indo-européens (Indo-European Poetry and Myth).
Il avait épousé, en 1960 à Nottingham, Stephanie Pickard, étudiante comme lui, après l'avoir rencontrée lors d'une conférence donnée par Eduard Fraenkel au Corpus Christi College, à Oxford.

## Récompenses et honneurs
- 2000 : prix Balzan pour ses « Antiquités classiques ».
- 2002 : médaille Kenyon pour études classiques à la British Academy[4].
- 2007 : un livre d'essais sur la littérature grecque ancienne, écrit par West pour l'anniversaire de ses 70 ans[5].

West a été élu membre de la British Academy, membre correspondant de l'Académie des sciences de Göttingen et membre de l'Academia Europaea, à Londres. À sa mort, il était fellow honoraire du All Souls College de l’université d'Oxford.
La reine l'a nommé membre de l'ordre du Mérite en 2014.

## Enseignement académique et recherche
- Membre émérite, All Souls College, Oxford (à partir de 2004)
- Membre des chercheurs seniors, All Souls College, Oxford (1991-2004).
- Professeur de grec, université de Londres (Bedford College, autrefois Royal Holloway et Bedford New College) (1974-1991).
- Membre et lecteur de lettres classiques, University College d'Oxford (1963-1974).
- Jr. Woodhouse, chercheur, St John's College, Oxford (1960-1963).

## Appréciations
Des félicitations pour le Dr West, émanant de la British Academy, quand il a reçu la médaille Kenyon en 2002 pour ses études de lettres classiques :

« Parmi les érudits humanistes et dans les domaines de la littérature grecque ancienne, l'intelligence et la productivité de Martin West l'ont placé à un niveau particulier. En 35 ans de carrière, il a publié 15 livres majeurs, plusieurs livres de format plus petit et près de 200 articles perspicaces et originaux. Tous ses écrits témoignent du plus haut niveau d'érudition traditionnelle, associée à une vive intelligence et une maîtrise technique d'une clarté admirable, dans un style et un esprit sans ambigüité.
Son travail relève de trois catégories qui se chevauchent.
D'abord, il est l'auteur des manuels de référence Textual Criticism (1978), Greek Metre (1982) et Greek Music (1992). D'habitude « manuel » suggère une reprise, une compilation, il devrait être établi que ces trois livres présentent un point de vue profondément original.
Deuxièmement, dans l'édition et l'explication des textes poétiques grecs, West a apporté de manière exemplaire sa contribution à la publication des fragments d'Hésiode (avec R. Merkelbach, 1967) ; de poètes grecs iambiques et élégiaques (1971-2; 2 1989, 1992) ; d' Anacréon (1984, 2 1993) ; d'Eschyle (1990) et de l'Iliade (vol. I, 1998). Sa contribution sur l'Iambe et l'Élégie a permis de surmonter les difficultés dans Études du Grec élégiaque et iambique (1974) et ses articles sur la poésie lyrique grecque devraient, quant à eux, donner un volume substantiel.
Il a célébré à sa manière l'entrée dans le deuxième millénaire avec un nouveau texte concernant le poème fondamental pour la civilisation occidentale qu'est l'Iliade d'Homère.
Avec, en plus, des textes critiques, accompagnés de commentaires magistraux de la Théogonie d'Hésiode (1966), Travaux et jours (1978), et Poèmes orphéens (1983), le Catalogue des femmes d'Hésiode (1985), qui nous reconstruit avec beaucoup de finesse et génie deux genres littéraires familiers aux Grecs mais perdus pour nous, si ce n'est quelques fragments.
Troisièmement, son intérêt pour la Grèce et l'Orient, déjà illustré dans Philosophie Grecque primitive et Orient (1971), est réapparu récemment dans The East Face of Helicon (1997), une recherche compréhensive et opportune du parallèle entre la littérature grecque et le Proche-Orient ancien basée sur une connaissance de première main du texte.
Dans le domaine de l'érudition humaniste, comme il est généralement entendu, Martin West est considéré comme le plus productif et le plus brillant spécialiste du grec, de sa génération, non seulement au Royaume-Uni, mais aussi mondialement. »

Des félicitations pour le Dr West quand il a reçu le prix Balzan en l'an 2000 pour son travail sur l'Antiquité :

« Pour la maîtrise démontrée dans ses éditions et ses explications, de la poésie grecque d'Homère à la tragédie Attique (Attic tragedy), aussi bien que sa recherche originale sur la présumée et encore violemment débattue relation entre les cultures grecque et orientale.
Né en 1937, membre de All Souls College, d'Oxford, West est considéré comme un des premiers philologues classiques du monde. Ses éditions critiques magistrales comprennent les travaux d'Hésiode, la poésie lyrique grecque, la poésie orphique et toutes les tragédies d'Eschyle. Ses écrits sur Philosophie primitive grecque et l'Orient (Early Greek Philosophy and the Orient) (publiés en Italie par Il Mulino, 1994) nous donnent une contribution décisive et équilibrée au vieux débat sur l’« originalité » de la culture grecque et son héritage des autres cultures. Ses études novatrices sur les débuts de la musique grecque méritent aussi d'être signalés. »

### Liste non exhaustive d'ouvrages
- Early Greek Philosophy and the Orient, Oxford, Clarendon Press 1971, xv + 256 p., trad. en italien, Bologne, 1993.
- Textual Criticism and Editorial Technique Applicable to Greek and Latin Texts (Teubner Studienbücher), Stuttgart, B.G. Teubner 1973, 155 p., trad. en Greek, Athens 1989, trad. en italien, Palermo 1991, trad. en Hungarian, Budapest, 1999.
- Studies in Greek Elegy and Iambus (Untersuchungen zur antiken Literatur und Geschichte 14), Berlin, New York, Walter de Gruyter 1974, ix + 198 p.
- Immortal Helen: an inaugural lecture delivered on 30 April 1975, Londres, Bedford College 1975, 18 p.  (ISBN 0-900145-30-7)
- Greek Metre, Oxford 1982, xiv + 208 p.  (ISBN 0-19-814018-5)
- The Orphic Poems, Oxford, Clarendon Press 1983, xii + 275 p.  (ISBN 0-19-814854-2), trad. en italien, Naples 1993;
- The Hesiodic Catalogue of Women: Its Nature, Structure, and Origins, Oxford, Clarendon Press 1985, viii + 193 p.  (ISBN 0-19-814034-7)
- Introduction to Greek Metre, Oxford, Clarendon Press 1987, xi + 90 p.  (ISBN 0-19-872132-3)
- Studies in Aeschylus (Beiträge zur Altertumskunde 1), Stuttgart, B.G. Teubner 1990, x + 406 p.  (ISBN 3-519-07450-8)
- Ancient Greek Music, Oxford, Clarendon Press 1992, xiii + 410 pp  (ISBN 0-19-814897-6), trad. en grec, Athens 1999
- Die griechische Dichterin: Bild und Rolle (Lectio Teubneriana v), Stuttgart & Leipzig, B.G. Teubner 1996, 48 p.  (ISBN 3-519-07554-7)
- The East Face of Helicon: West Asiatic Elements in Greek Poetry and Myth, Oxford, Clarendon Press 1997, xxvi + 662 p.  (ISBN 0-19-815042-3)
- Studies in the text and transmission of the Iliad. Munich, K.G. Saur 2001 304 p.  (ISBN 3-598-73005-5)
- Indo-European Poetry and Myth. Oxford, Oxford University Press 2007 480 p.  (ISBN 978-0-19-928075-9)
- The Making of the Iliad: Disquisition and Analytical Commentary. Oxford, Oxford University Press 2011 441 p.  (ISBN 978-0-19-959007-0)

### Éditions, commentaires et traductions de textes classiques
- Hesiod, Theogony, éd. avec prolegomena et commentaire de M.L. West, Oxford, Clarendon Press 1966, xiii + 459 p.
- Fragmenta Hesiodea, ed.: R. Merkelbach et M. L. West, Oxford, Clarendon Press 1967, 236 p.
- Iambi et elegi Graeci ante Alexandrum cantati. 1 : Archilochus. Hipponax. Theognidea, ed. M. L. West, Oxford, Clarendon Press 1971, revised edition 1989, xvi + 256 p.
- Iambi et elegi Graeci ante Alexandrum cantati. 2 : Callinus. Mimnermus. Semonides. Solon. Tyrtaeus. Minora adespota, ed. M. L. West, Oxford, Clarendon Press 1972, revised edition 1992 x + 246 p.
- Sing me, goddess. Being the first recitation of Homer's Iliad, translated by Martin West, Londres, Duckworth 1971, 43 p.  (ISBN 0-7156-0595-X)
- Theognidis et Phocylidis fragmenta et adespota quaedam gnomica, ed. M. L. West (Kleine Texte für Vorlesungen und Übungen 192), Berlin, Walter de Gruyter 1978, iv + 49 p.
- Hesiod, Works and Days, ed. with prolegomena and commentary by M.L. West, Oxford, Clarendon Press 1978, xiii + 399 p.
- Delectus ex Iambis et Elegis Graecis, ed. M. L. West, Oxford, Clarendon Press 1980, ix + 295 p.  (ISBN 0-19-814589-6)
- Carmina Anacreontea, edidit Martin L. West (Bibliotheca scriptorum Graecorum et Romanorum Teubneriana), Leipzig, Teubner 1984, xxvi + 64 p.; corrected reprint with one page of Addenda, 1993  (ISBN 3-8154-1025-8)
- Euripides, Orestes, ed. with transl. and commentary by M. L. West, Warminster, Aris & Phillips 1987, ix + 297 p.  (ISBN 0-85668-310-8)
- Hesiod, Theogony, and Works and Days, transl. and with an introduction by M. L. West, Oxford, Oxford University Press 1988, xxv + 79 p.  (ISBN 0-19-281788-4)
- Aeschyli Tragoediae cum incerti poetae Prometheo, recensuit Martin L. West (Bibliotheca scriptorum Graecorum et Romanorum Teubneriana), Stuttgart, B.G. Teubner 1990, lxxxv + 508 p.  (ISBN 3-519-01013-5)
- Greek Lyric Poetry. The poems and fragments of the Greek iambic, elegiac, and melic poets (excluding Pindar and Bacchylides) down to 450 B.C., [verse translation] Oxford, Oxford university Press 1993, xxv + 213 p.  (ISBN 0-19-282360-4)
- Homeri Ilias. Volumen prius rhapsodias I-XII continens, recensuit Martin L. West (Bibliotheca scriptorum Graecorum et Romanorum Teubneriana), Stuttgart & Leipzig, B.G. Teubner 1998, lxii + 372 p.  (ISBN 3-519-01431-9)
- Homeri Ilias. Volumen alterum rhapsodias XIII-XXIV continens, recensuit Martin L. West (Bibliotheca scriptorum Graecorum et Romanorum Teubneriana), Leipzig & Munich, K. G. Saur, 2000, vii + 396 p.
- Homeric Hymns, Homeric Apocrypha, Lives of Homer, éd. & trad. Martin L. West. (The Loeb Classical Library 496) Cambridge, Harvard University Press 2003  (ISBN 0-674-99606-2)
- Greek Epic Fragments from the Seventh to the Fifth Centuries BC, edited and translated by Martin L. West (The Loeb Classical Library 497). London ; Cambridge, Harvard University Press 2003  (ISBN 0-674-99605-4)
- Barrett, W. S., Greek Lyric, Tragedy, and Textual Criticism : Collected Papers, éd. M. L. West, Oxford & New York, 2007, papers dealing with Stesichorus, Pindar, Bacchylides and Euripides[10].

### Sélection d'articles
Ses travaux comprennent également des contributions aux dictionnaires et livres ainsi que plus de 200 articles et papiers depuis 1960.
- The Medieval and Renaissance Manuscripts of Hesiod's "Theogony", Classical Quarterly 14, 1964, 165-89.
- Conjectures on 46 Greek Poets, Philologus 110, 1996, 147-68.
- The Contest of Homer and Hesiod, Classical Quarterly 17, 1967, 433-50;
- Near Eastern Material in Hellenistic and Roman Literature, Harvard Studies in Classical Philology 73, 1968, 113-34.
- Stesichorus, Classical Quarterly 21, 1971, 302-14.
- Stesichorus at Lille, Zeitschrift für Papyrologie und Epigraphik 29, 1978, 1ff.
- The Cosmology of "Hippocrates", De Hebdomadibus, Classical Quarterly 21, 1971, 365-88.
- Indo-European Metre, Glotta 51, 1973, 161-87.
- Greek Poetry 2000-700 B.C., Classical Quarterly 23, 1973, 179-92.
- The Medieval Manuscripts of the "Works and Days", Classical Quarterly 24, 1974, 161-85.
- Tragica I-VII, Bulletin of the Institute of Classical Studies 24, 1977, 89-103; 25, 1978, 106-22; 26, 1979, 104-17; 27, 1980, 9-22; 28, 1981, 61-78; 30, 1983, 63-82; 31, 1984, 171-96.
- The Prometheus Trilogy, Journal of Hellenic Studies 99, 1979, 130-48.
- The Rise of the Greek Epic, Journal of Hellenic Studies 108, 1988, 151-72.
- Analecta Musica, Zeitschrift für Papyrologie und Epigraphik 92, 1992, 1-54.
- Simonides Redivivus, Zeitschrift für Papyrologie und Epigraphik 98, 1993, 1-14.
- The Babylonian Musical Notation and the Hurrian Melodic Texts, Music and Letters 75, 1993/4, 161-79.
- "Ab Ovo". Orpheus, Sanchuniathon, and the Origins of the Ionian World Model, Classical Quarterly 44, 1994, 289-307.
- The Date of the "Iliad", Museum Helveticum 52, 1995, 203-19.
- Akkadian Poetry: Metre and Performance, Iraq 59, 1997, 175-87.
- "Towards Monotheism", in P. Athanassiadi and M. Frede (edd.), Pagan Monotheism in Late Antiquity, Oxford 1999, 20-40.
- The Invention of Homer, Classical Quarterly 49(2), 1999, 364-82.